# North Shields
North Shields – miasto w północno-wschodniej Anglii (Wielka Brytania), w hrabstwie metropolitalnym Tyne and Wear, w dystrykcie metropolitalnym North Tyneside, położone na północnym brzegu rzeki Tyne, około 13 km na wschód od Newcastle upon Tyne. Wchodzi w skład aglomeracji Tyneside. W 2001 roku miasto liczyło 39 042 mieszkańców.
W mieście rozwinął się przemysł stoczniowy oraz rybny.